# Kizia-Kudrynećka
Kizia-Kudrynećka (ukr. Кізя-Кудринецька) – wieś na Ukrainie, w obwodzie chmielnickim, w rejonie kamienieckim. Populacja - 116.
W czasach Rzeczypospolitej wieś leżała w województwie podolskim. Odpadła od Polski w wyniku II rozbioru.